# Navy SEALs
Navy SEALs（ネイビーシールズ,英語: United States Navy SEALs）は、アメリカ海軍の特殊部隊である。アメリカ海軍特殊戦コマンドの管轄部隊であり、2つの特殊戦グループ、8つのチームに分かれて編成されている。

## 概要

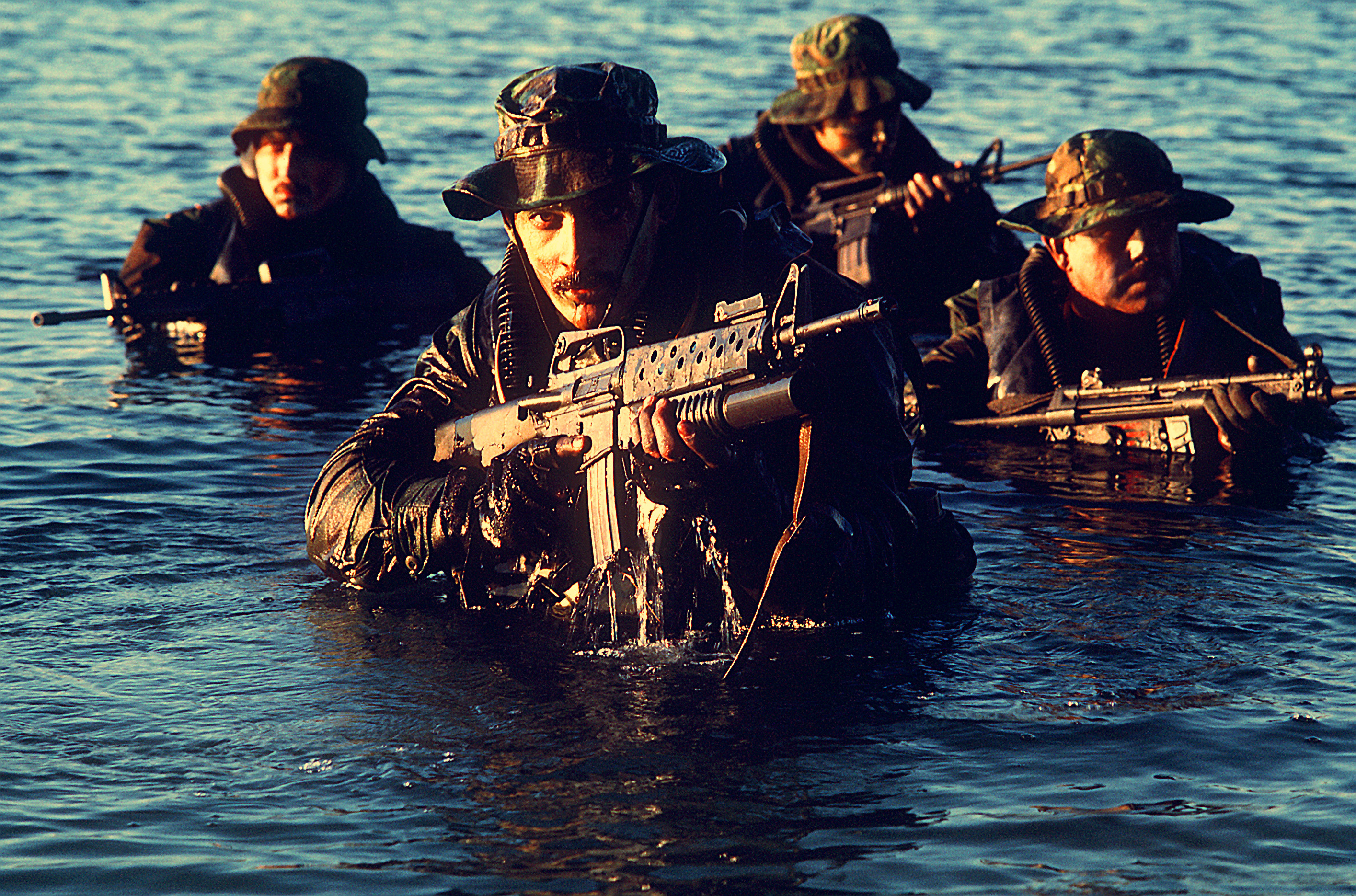
Navy SEALsの隊員

ベトナム戦争における南ベトナム解放民族戦線掃討を目的として1962年1月1日に結成された。前身として第二次世界大戦中に活躍した水中破壊工作部隊 (英語: UDT / Underwater Demolition Team) があり、その歴史は米軍の近代特殊部隊の中で最も古い。本部はバージニア州バージニアビーチリトルクリーク。
SEALsという名称は、SEがSEA（海）、AがAIR（空）、LがLAND（陸）と、陸海空のアルファベットの頭文字から取られており、アザラシ（英: seals）に意味合いを掛けたものである。陸軍特殊部隊同様“どこでも活動可能”を意味する。個々の“チーム”は単数形の「SEAL」であり（SEAL Team 1から10まで）、その名の通り陸海空問わずに偵察、監視、不正規戦等の特殊作戦に対応出来る能力を持つ。2011年5月にはDEVGRUが
ウサーマ・ビン・ラーディンの殺害作戦を遂行している。海軍や海兵隊の軍人からは一般的に「シール」と呼ばれる。
高度な水泳と潜水スキルを持っており、危機的状況において「水のある所へ逃げる」ことで難を逃れた事例も多い。SEALs輸送チームなどを除きパラシュート訓練が必須となっているため、空挺作戦も可能である。パラシュート降下時にゴムボートも降下させて海に着水し、空から水上作戦を展開することができる。また、イラクやアフガニスタン、ソマリアなど海や河川が存在しない地域でも活動している。極限的な環境である北極圏の水中でも作業できるため、陸上の過酷な環境での作戦従事も多い。
任務は通常2名から4名で行動する（場合によっては2の倍数で増員される）。一個小隊は14人 - 16人で編成。士官2人、兵曹長・先任下士官各1人、下士官・水兵10人 - 12人の編成とされる。武器・装備は、任務内容や役割に応じて適意自由に選択される。

隊員は、退役後も従事した作戦や任務の内容を外部に公表することを良しとしない伝統があるとされてきたが、近年は退役後に自らが関わった作戦や任務の一部を公表する者もいる。

## 部隊編成

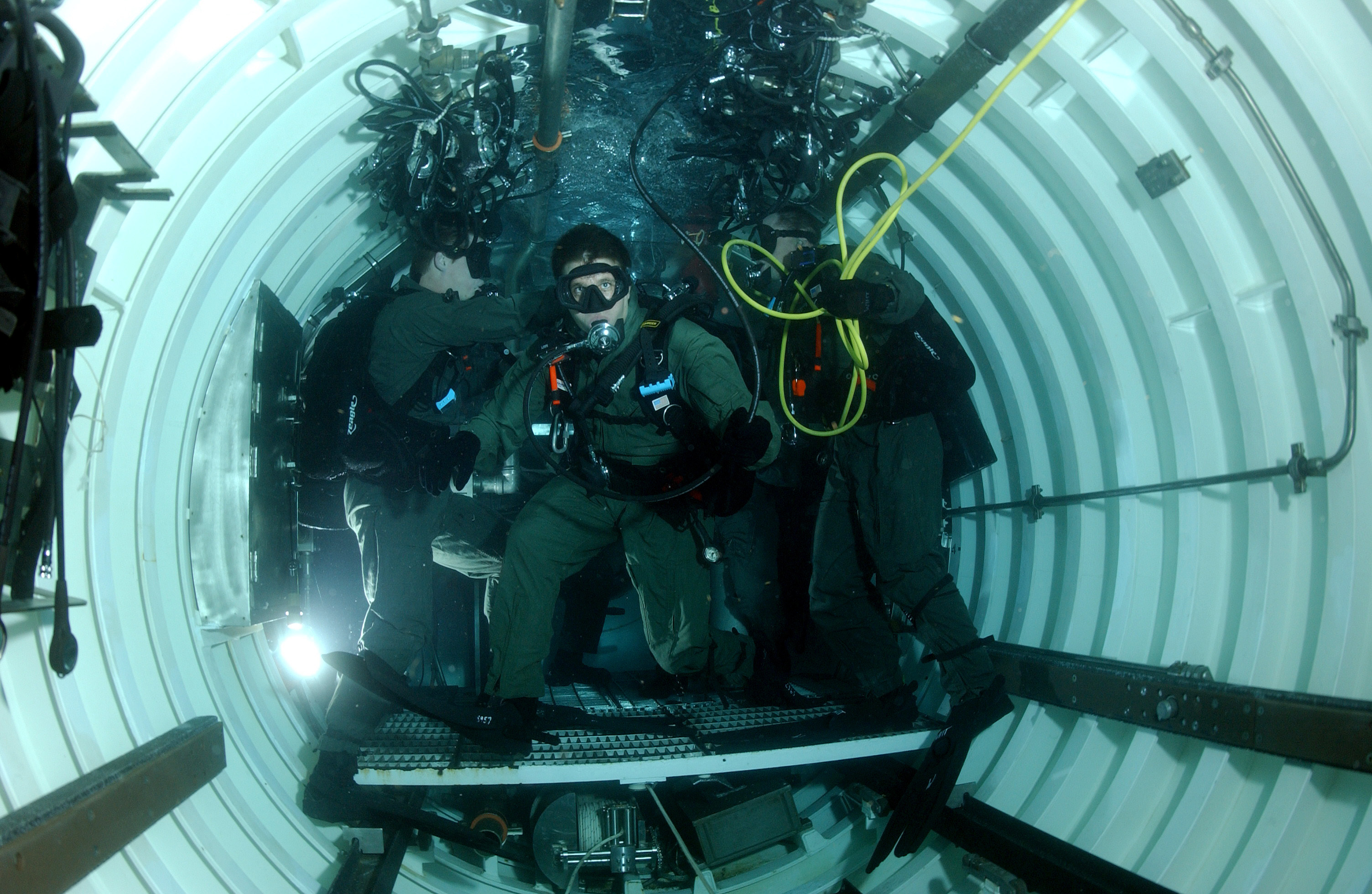
潜水中の原子力潜水艦「フィラデルフィア」のドライデッキ・シェルター内のSEAL輸送チーム隊員

海軍特殊戦グループ1（カリフォルニア州コロナド海軍水陸両用基地に所在）
- チーム1 … 極東アジアを除くアジア太平洋全域担当
- チーム3 … 中東地域担当
- チーム5 … 極東アジア担当（北朝鮮関連問題等で、韓国に駐留している。）
- チーム7 … アメリカ西海岸担当

海軍特殊戦グループ2（バージニア州リトルクリーク統合遠征基地に所在）
- チーム2 … ヨーロッパ、地中海担当
- チーム4 … アメリカ本土担当
- チーム8 … アフリカ、地中海担当
- チーム10 … アメリカ東海岸担当

海軍特殊戦グループ4（バージニア州リトルクリーク合同遠征基地に所在）
- SWCCチーム12
- SWCCチーム20
- SWCCチーム22

海軍特殊戦グループ8（バージニア州リトルクリーク合同遠征基地に所在）
- SEAL輸送チーム1
- SEAL輸送チーム2
  - SEALs輸送チームはSEAL輸送潜水艇 (SEAL Delivery Vehicle:SDV) と呼ばれる6人乗りの小型潜水艇を操作する部隊。潜水艇は密閉されておらず、長時間水に浸かるため、SEALsのような専門職でなければ搭乗できない。2003年のイラク戦争では海岸油田の偵察任務に従事し、そのまま強襲部隊に参加した。

- 特別偵察隊1
- 特別偵察隊2
- 物流サポートチーム3
- 訓練派遣隊3
- ミッションサポートセンター（「専門的な情報、監視、偵察、環境整備能力を組織、訓練、教育、装備、展開、維持する」）

海軍特殊戦グループ11（カリフォルニア州コロナド海軍水陸両用基地に所在）
- チーム17 … 予備役
- チーム18 … 予備役
  - 海軍の特殊部隊予備役兵は1年に数度の基礎訓練を受けるだけであるが、招集がかかると1年間の任務が義務付けられる。1年間のうち、3〜6か月が再教育訓練期間、のこりの9－6か月が配備期間(世界中に配備される)となる。

 特殊戦開発グループ(旧チーム6。JSOC隷下の対テロ部隊として独立)。
- チーム9 … 欠番。

## 入隊資格
- 軍務所属 - アメリカ海軍、アメリカ沿岸警備隊のいずれかに属している事。性別不問。2014年までは男性限定だった。
- 国籍 - アメリカ合衆国の市民権を保有していること。
- 年齢制限 - 17歳以上28歳以下であること。
- 試験 - ASVABテストをクリアすること。
  - ASVABテスト：資質テスト、数学・科学・語学・暗号化能力・その他10項目におよぶ試験。

## 訓練課程

### 基礎教育課程 (5週間)
志願者は、肉体と精神力の両面を評価され、SEALs勤務の条件を説明される。
SEAL体力審査テスト(PST)
このPSTでは、志願者がSEALsへ入隊するにあたって、肉体的条件を満たしているか審査する。その審査の中に、1500フィート (457 m) を12分30秒以内で横泳ぎまたは平泳ぎで泳ぐことや、2分以内で腕立て伏せを42回、同じく2分以内で腹筋運動を50回、1.5マイル (2.4 km) をブーツを履いて11分30秒以内で走るなどが入っている。

### 基礎水中爆破訓練
SEALsに入隊するには米軍の中でもっとも過酷とされる基礎水中爆破訓練（Basic Underwater Demolition/SEAL:通称BUD/S）を経なければならないが、約6か月の訓練過程を耐えぬくことができるのは入隊志願者の15 %から20 %である。

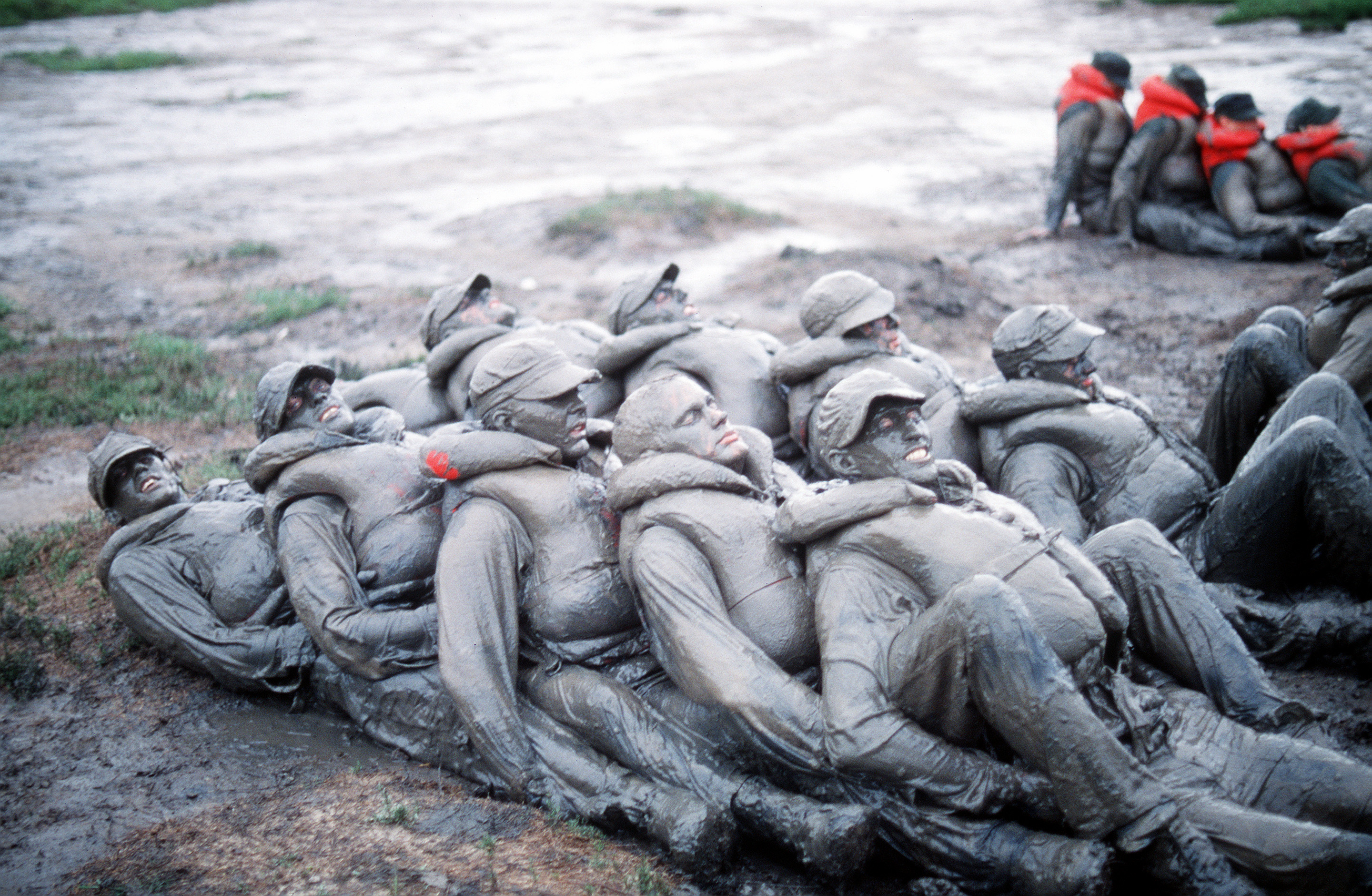
ヘルウィークの様子

第1段階：基礎訓練課程 (8週間)
最初の4週間は、ブーツを履いて4マイル走、フィンを付けての2マイル水泳、櫓登りや綱登りなどで構成される障害走、丸太担ぎ、ゴムボートでの訓練などの体力や精神力を極限まで追い詰める体力訓練を行う。多少の水中工作や船舶操縦術も訓練されるが、主なこの訓練の意味は、志願者のやる気や身体的・精神的な強靭さ、他の志願者とのチームワークを計ることである。さらに、「水中順応訓練」（「溺死防止訓練」と呼ばれることもある）では、両手首両足首を縛られた状態でプールに投げ込まれる。この状態で20分間水面に浮いており、さらに、プールの底に落ちているフェイスマスクを取ってこなければならない。
また、部屋の整頓や装備品の整備も厳しくチェックされる。
この訓練の4週間目に「地獄週間 (ヘル・ウィーク)」というものが行われる。志願者たちは5名から7名のチームを作らされ、5日間で体力を限界まで追い込まれ、寒さ・空腹・寝不足や湿潤の環境に絶えず襲われる中で進められる。その訓練内容には何度もずぶ濡れにされて低体温症の瀬戸際まで立たされたり、腰まである泥の中を進みボートを数マイル運んだりもする。しかもこの地獄週間中の合計睡眠時間はわずか4時間しか与えられない。しかし各訓練はチーム対抗戦となっており、課題を1位でクリアしたチームにはボーナス睡眠時間が1時間ほど与えられる。この地獄週間の主な意味はあまりの過酷さに醜態を晒させ、仲間よりも自分を優先させる志願者を暴くためである。2022年2月4日にはこの訓練中に死亡者が発生。また、入院する参加者も出たため、後に訓練内容の調査が行われた。
地獄週間を見事に突破した者は、少しの休息が与えられた後に水路学を4週間かけて学ぶ。
第2段階潜水訓練課程 (8週間)
潜水技術や水中工作技術の向上を図る。この8週間で水中工作の基礎を教え込まれる。主に、開放式潜水器(圧縮空気を使用)や閉鎖式潜水器(100%の酸素使用)の訓練を受け、水中からの潜入のためスクーバダイビング術を学ぶ。なお、酸素濃度100%の気体を使用する場合、酸素中毒の関係から5メートル程しか潜水できない為、上陸作戦等の一部の作戦でしか使用できない。
第3段階地上戦訓練課程 (9週間)
この段階に入ると、主に地上での戦闘訓練を行う。銃器や爆発物の取扱、精密射撃、長距離偵察、ロッククライミング、航法、隠密潜入および離脱、小部隊戦術などが訓練される。この訓練の合間もほぼぎりぎりの制限時間が与えられた長距離走や長距離水泳が行われる。
この訓練の最後の3週間半は、カリフォルニア州サン・クレメンテ島で、今まで教わってきたことを活かし、広範囲な演習を行う。
訓練の間、担当教官らによる審議会（段階審査会と専門審査会）が行われ、能力不足のものに失格が言い渡される場合もある。また、残留が決定したとしても、1つ後のクラスに再履修生として廻される事もある。この一連の訓練が終了すればBUD/Sを卒業したと看做され、卒業式が行われるが、SEALの訓練はまだ続けられる。

### 最終訓練
空挺降下訓練 (3週間)
BUD/Sが終了した後も、SEAL入隊のための訓練が続けられる。SEAL候補生は、元SEAL隊員が運営する民間訓練施設（かつては長年ジョージア州ベニング基地の陸軍空挺学校で行われていた）で空挺降下訓練に励む。
訓練コースは3週間続き、第1週間は地上訓練で、降下と着地の基本技術を学ぶ。2週間目は高さ10.4mの塔からの降下着地訓練や、ブランコ式の着地訓練を装置を使っての訓練が行われる。3週目になると兵士たちはだんだん難易度を上げながら、夜間1回を含む5回のパラシュート降下を行う。無事に降下を終えた者たちは「空挺降下資格者」となる。
SEAL資格訓練 (SQT)(15週間)
この訓練を受けるため、海軍特殊戦センターに戻り、15週間の訓練を行う。通信技術や舟艇操縦技術、近接戦闘、狙撃、空挺降下などを訓練する。この訓練の意味は、SEAL候補生を実際にSEALsとしての作戦に従事できる水準までに引き上げる事である。このSQTに合格すれば、海軍特殊戦章「三又鉾」を授与され、SEAL海軍下士官兵適性区分(NEC)コードを与えられる。
基礎寒冷地海洋訓練 (3週間)
SQTの後、最初の作戦部隊の配属される前の3週間は、アラスカ州コディアック島で寒中訓練を受ける。
その後は、SEALs隊員として作戦に従事するが、常時行われる実行訓練プログラムでは、外国語や30週間の衛生コースなどの技能を学ぶ。ここまでおよそ2年6か月かかるといわれている。

## 主な参加作戦

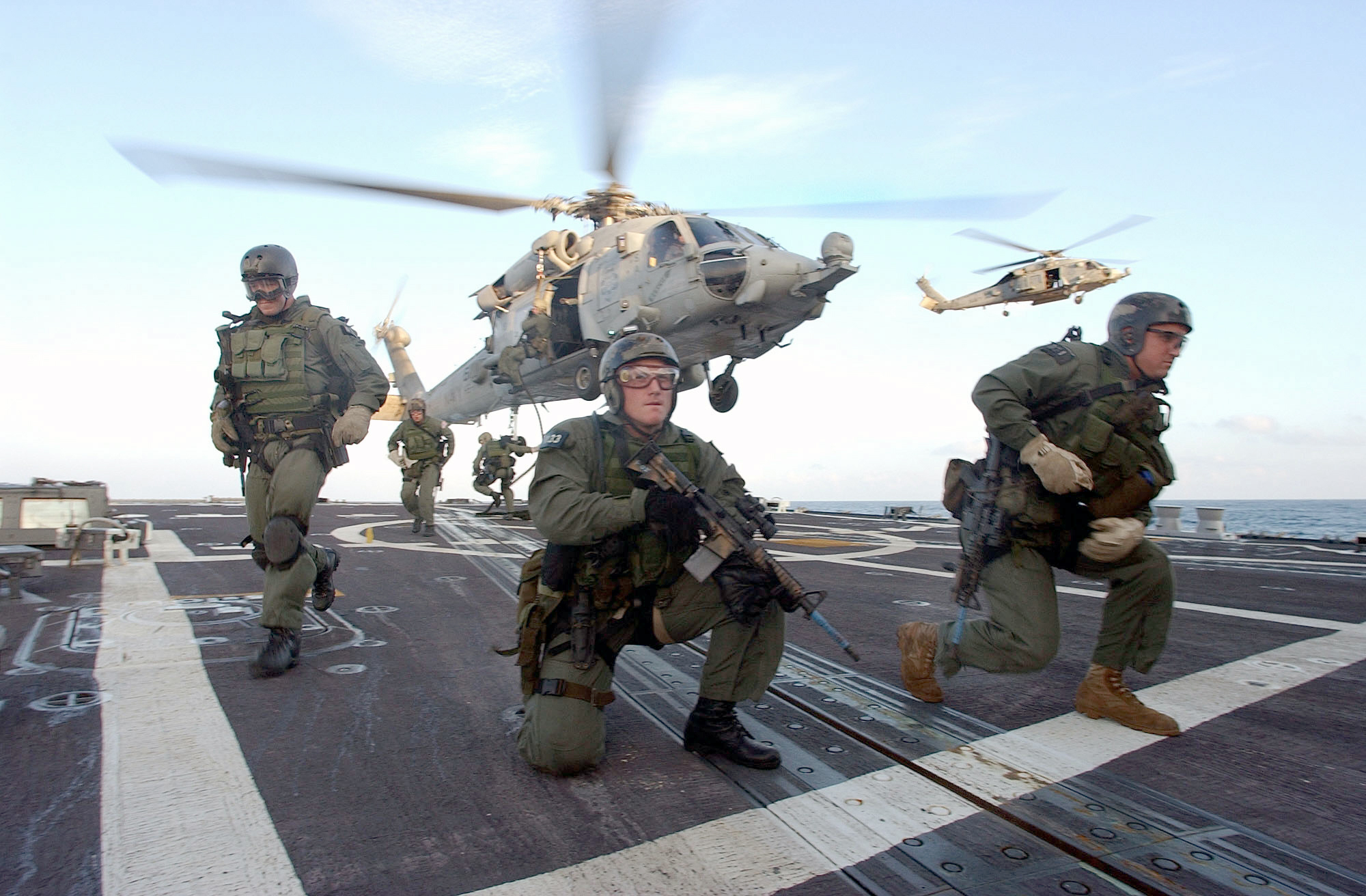
ヘリコプターより降下するNavy SEALsの隊員

- 1962年、キューバミサイル危機 初代チーム2指揮官ロイ・ボーム海軍大尉によるキューバ偵察任務。
- 1965年、ドミニカ共和国内戦に参加。
- 1964年〜1973年、 ベトナム戦争 メコン川流域における偵察任務。ベトコンと北ベトナム軍の要人暗殺・誘拐、捕虜救出作戦に従事。後にPRU(地方偵察隊)アドバイザーとして北ベトナム軍・ベトコンの体制を突き崩したフェニックス作戦に参加。
- 1983年、レバノン内戦でチーム4が駐留する。チャック・ファーラーの著作によると日中のベイルートでのパトロール任務の他、フランスによるシリア空爆の作戦で被撃墜パイロット救出に備えてシリアに潜入していた。
- 1983年10月、グレナダ侵攻[10] チーム6(現DEVGRU）がスクーン総督救出作戦と通信破壊作戦に参加する。その前に行われた飛行場へ発信機を取り付ける作戦は暴風雨の中の強行のため、パラシュート着水したチーム6の隊員中4名が溺死して失敗に終わる。通信基地破壊を果たしたキム・アースキン大尉12名は本部との通信が途絶え、グレナダ・キューバ軍の追撃に遭いながらも海へ飛び込んで逃げ切って全員生還する。スクーン総督邸へヘリコプターで到着したウェリントン・レナード大尉の小隊はグレナダ・キューバ軍に包囲されるも24時間にわたる攻防でスクーン総督とその家族を守りきり、自身の部隊も全員生還する。
- 1985年10月、豪華客船アキレ・ラウロ号シージャック事件[11]　旅客機で逃亡した犯人グループを追跡した先のシチリアでイタリアの警察部隊と指揮権を巡って口論、犯人強襲には至らなかった。
- 1987年、ペルシャ湾を航行する民間及び軍事船舶の安全確保のための作戦プライムチャンス作戦に第160特殊作戦航空連隊と共に参加。
- 1989年12月、パナマ侵攻 マヌエル・ノリエガ将軍追討作戦。チーム2の指揮官、ノーム・カーリー中佐と護衛隊員1人が運河河口にボートを乗りつけ、4名の隊員が潜水してノリエガ所有船舶のエンジンに爆薬を仕掛けた。設置後45分に船は大破する。チーム4の4小隊（推定48名）がパティーヤ飛行場のノリエガ所有航空機の破壊を実行する。事前までの計画立案不足と、敵側の情報が錯綜した中で実行される。格納庫付近でパナマ軍に待ち伏せされ、4名が死亡、8名が負傷する。航空機破壊は成功するものの、この時の指揮官は後年まで批判を受けることになる。チーム4でパナマ駐留経験があったマイケル・ウォルシュ少佐は、隊員の安全を考え航空機のタイヤを遠距離から狙撃する作戦を主張したが指揮官と対立し、実行前に作戦から外された。
- 1991年、湾岸戦争 イラク軍陽動作戦、被撃墜友軍パイロットの救出作戦など。
- 1993年、ソマリア紛争でチーム6の4名がモガディシュの戦闘に参加。
- 1998年ボスニア・ヘルツェゴビナ紛争において、紛争地域の治安維持活動に従事。
- 1998年、リベリアの首都・モンロビアの米国大使館で発生した銃撃戦で、大使館内に立て篭もった米国人を救出する作戦シャドウ・エクスプレス作戦に参加。
- 2001年11月、アフガニスタンにおける不朽の自由作戦に参加。
- 2002年3月、アフガニスタンにおけるアナコンダ作戦に参加する。陸軍のデルタフォースと共にタスクフォース11を結成し、ターリバーン政権打倒とアルカーイダ撲滅作戦に従事。CH-47ヘリより転落し、ターリバーンに射殺されたDEVGRUのニール・ロバーツ一曹の遺体を巡って、SEALs隊員や第75レンジャー連隊隊員らが激戦を繰り広げる。
- 2003年〜2011年、「イラクの自由作戦」に参加。
- 2004年、イラクでの「ファルージャの戦闘」に参加。
- 2005年6月、アフガニスタンの北東部山岳地帯で決行されたレッド・ウィング作戦でチーム10隊員がターリバーン拠点に潜入する。ターリバーンの主要メンバーの偵察作戦だったが、4名のSEALs隊員が150名前後(諸説あり)のターリバーン勢の攻撃を受け、マイケル・マーフィ大尉他2名が戦死、マーカス・ラトレル一等兵曹が唯一人生還する。救出に向かったCH-47ヘリもターリバーン勢に撃墜され、チーム10指揮官含む8人のSEALs隊員と8人の第160特殊作戦航空連隊隊員が死亡する、Navy SEALs創設以来最悪の出来事となった。
- 2003年12月、米陸海空軍特殊部隊の混成部隊によるサッダーム・フセインの捜索・捕縛作戦であるレッド・ドーン作戦（英語版）に参加。
- 2015〜2021年、「確固たる支援任務」「自由の番人作戦」。
- 2011年5月、パキスタンのアボッターバードの豪邸に潜伏中だった国際テロ組織、アルカーイダの指導者ウサーマ・ビン・ラーディン容疑者の殺害作戦に参加。チーム6の隊員ら25名を乗せた4機のステルスヘリコプター[12] で容疑者を急襲、約40分の銃撃戦の末、邸宅を制圧した[13]。その際同容疑者とその20歳の息子ら計5名を射殺した。同容疑者は武器を携行していなかったが、「抵抗した」ため射殺されたとされる[14]。
- 2011年8月5日夜、アフガニスタンで米軍のCH47チヌークが撃墜され、22人のSEALs隊員が死亡した。これはターリバーンが仕掛けた罠によるものであった。ターリバーンのカリ・タヒル司令官が、ターリバーンの会合があるとの偽情報を米軍に流し、米軍部隊を現地におびき出した。ターリバーンは現地までの唯一の飛行ルート上にある谷の両側の山に陣取り、誘き出されたヘリをロケット弾や現代兵器で攻撃して撃墜した。これにより、米軍兵士30人を含む38人が死亡し、このうち22人がSEALs隊員（うち15人がDEVGRU所属[15]）で3人が空軍特殊部隊員であった。カルザイ政権は5月のウサマ・ビンラディン殺害に対する報復とみている[16]。
- 2012年1月26日、ソマリアの武装勢力を急襲し、3か月にわたって人質となっていた人道支援団体職員2名を救出した[17]。
- 2013年10月5日、SEALsはソマリア南部ブラバにあるイスラム過激派組織アルシャバーブの重要人物（氏名不詳）の自宅を急襲した。しかし拘束に失敗した上、負傷させた「重要人物」の生死を確認することもなく撤収したため詳しい内容については不明。米当局者によるとアルシャバーブ側に数人の死者が出たが、米軍に死傷者はなかったという。
- 2013年10日、リビアのトリポリにて1998年の米大使館爆破事件に関与したアルカイダ幹部のナジ・アブドゥルハメド・ルカイの拘束作戦を実施し成功。
- 2014年3月16日、キプロス南東沖の公海上において、リビア反政府勢力が支配する同国東部シドラの港において3人の武装したリビア人に積み荷の原油ごと占拠されていたタンカーに突入し制圧した[18]。
- 2014年〜進行中、ISIL掃討等を目的とした「生来の決意作戦」。
- 2017年1月28日、イエメンで急襲作戦を実施。激しい銃撃戦となり、SEALs側は隊員1人が撃たれて死亡、3人負傷。更に救出に向かったヘリコプターが着陸に失敗し、数名の負傷者が出た。イエメン側は民兵と民間人にそれぞれ死傷者が出た[19]。
- 2017年5月4日、ソマリアで地元政府軍を輸送していた米軍ヘリコプターが攻撃を受け、隊員1人が死亡、所属不明の複数が負傷。ソマリアでの米軍兵士の死亡は1993年のモガディシュの戦闘以来初[20]。
- 2023年4月23日、スーダンでの戦闘激化のため、アメリカ大使館員とその家族らを救出する作戦をアメリカ陸軍特殊部隊群と第160特殊作戦航空連隊の支援を受け行う[21]。
- 2024年1月11日、ソマリア沖で夜間に不審船を拿捕した作戦において、船に移乗しようとした隊員1人が海に流され行方不明、また救助しようとした隊員1人も行方不明となった。米軍は22日、この2人が死亡したとみられると発表した。

## 不祥事・事故
- 2012年11月8日、ゲーム「メダル・オブ・オナーウォーファイター」の制作過程において、春と夏の2日、オフの日を使って有償でコンサルタントを行い機密情報を漏洩したとして、米海軍特殊戦コマンドは現役シールチーム6隊員7名を職務規定違反で処罰したと発表した。
- 2017年6月、マリ共和国の大使館内で陸軍特殊部隊の隊員ローガン・メルガー（英語版）軍曹が窒息死しているのが発見された[22]。シール6隊員2名が殺害に関与したとされる[22]。
- 2022年2月4日にカリフォルニア州サンディエゴで行われていた新人隊員選抜訓練で1人が死亡し、別の1人が負傷し病院へ搬送された[7][8]。この訓練は5日間で寒さ・空腹・寝不足や湿潤の環境に絶えず襲われる中で進められていた[7][8]。
- 2023年1月、ウクライナ戦争に義勇兵として参戦していた元SEAL隊員ダニエル・W・スウィフトが死亡した[23]。彼は2019年より海軍を無許可離隊しており、アメリカ海軍特殊戦コマンドからSEALs隊員の資格を剥奪されていた[23]。

## 人物

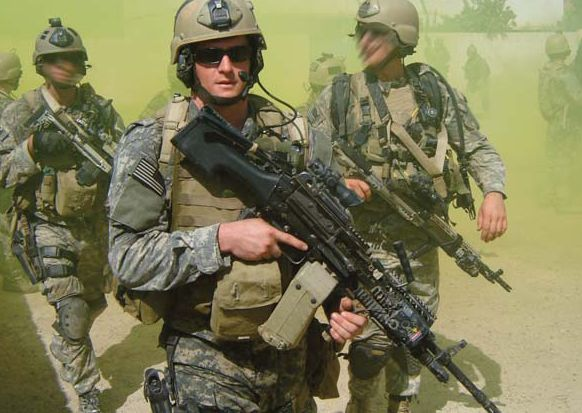
マイケル・モンスーア2等兵曹。彼はアフガニスタンでの作戦中、仲間を守るために敵が使用した手榴弾に覆いかぶさり戦死し、911後の戦争では数人しか居ない名誉勲章受章者の1人となった。ズムウォルト級ミサイル駆逐艦の2番艦には彼の名前が付けられている。

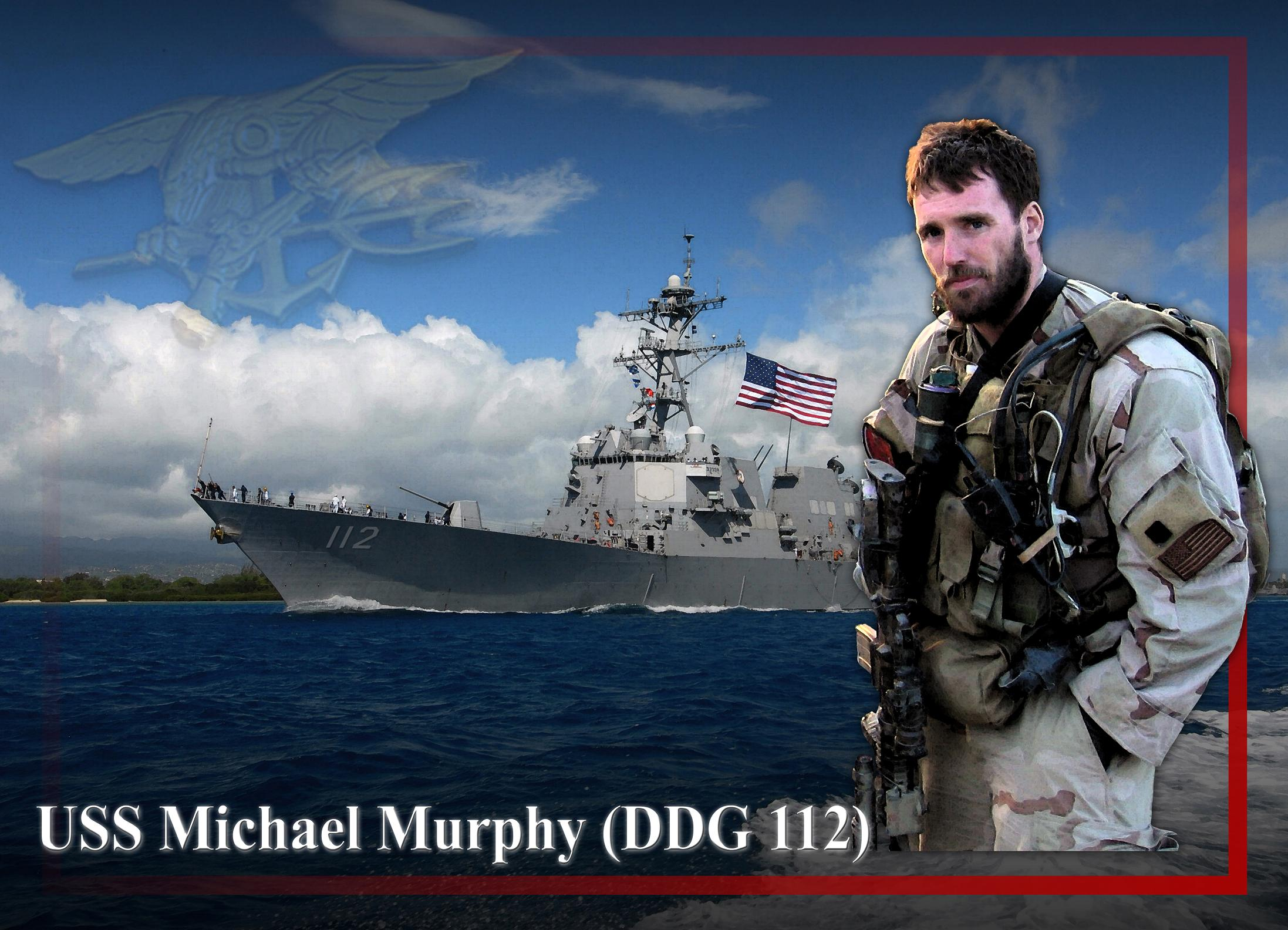
4名で約100名のタリバン兵と交戦し、戦死したマイケル・マーフィー大尉。彼は名誉勲章を受章し、アーレイ・バーク級ミサイル駆逐艦の艦名にもなっている。

エリック・オルソン
特殊作戦軍司令官・海軍大将。SEALs出身で中将以上になった初の人物。
ドレイパー・カウフマン退役海軍少将。
第二次世界大戦中にSEAL前身の水中爆破チームを編成。ジョージ・H・W・ブッシュ元大統領の兄、プレスコットの義兄にあたる。
ジェシー・ベンチュラ
元プロレスラー、元ミネソタ州知事。ベトナム戦争中、SEALの原組織、UDT（水中爆破チーム）の隊員として南シナ海の作戦に従事。後にUDTがSEALに吸収されたため、UDT/SEALのOBに位置づけられる。
リチャード・マルシンコ退役海軍中佐。
DEVGRUの前身（あるいは同一組織とも）SEAL TEAM SIXの発足者。SEALsで対テロ対策を本格的に手がけた最初の人物。自伝『Rogue Warrior』で有名になる。
ハリー・ハンフリーズ
ベトナム期のSEAL隊員でリチャード・マルシンコの元部下。映画『ブラックホーク・ダウン』、『ティアーズ・オブ・ザ・サン』、『ザ・ロック』で俳優らを指導。『ザ・ロック』では海軍将官として出演している。ベトナム戦争ではテト攻勢のさなかでアメリカ人看護婦の救出で一役買ったことで知られている。その時同じ救出劇に関わった陸軍のドリュー・ディックス軍曹は名誉勲章を受章している。
ブレット・ランガー
ベトナム戦争時のSEAL隊員。デュポン家一族。後にF1ドライバーとなり、1976年のドイツグランプリでニキ・ラウダを救出している。
チャック・ファーラー
元チーム4、チーム6隊員。映画『ネイビー・シールズ』、『ジャッカル』の脚本家。
トーマス・ノリス
ベトナム戦争中の1972年4月の被撃墜パイロット救出作戦の功績により名誉勲章を受章。
マイケル・ソーントン 
ベトナム戦争中の1972年10月作戦中重傷を負ったトーマス・ノリス大尉の救出が功績として認められ、名誉勲章を受章。2008年1月時点では名誉勲章受章者中、生きて受章した最後の米国軍人といわれる。
ボブ・ケリー元アメリカ上院議員でベトナム戦争期の隊員。作戦中の爆発で片足を失いながらも小隊を指揮して作戦を遂行した功績が認められ、名誉勲章を受章する。
しかしベトナム戦争中の1969年、彼が指揮するチームがサンポン村で起こった虐殺事件に関与したことが2001年、元部下によって暴露される。
ジェームス・ワトソン
ベトナム戦争期の隊員で現在UDT/SEAL博物館の館長をつとめる。
ウィリアム・シェパード
退役海軍大尉。
宇宙飛行士に転身した元SEAL隊員。スペースシャトルや国際宇宙ステーション任務で宇宙へ飛んでいる。
デニス・チョーカー
元チーム6の隊員でグレナダ侵攻ではスクーン提督救出作戦に参加している。リチャード・マルシンコ中佐の元部下。SEAL教官在任中にザ・ロックにSEAL隊員として出演している。自伝を出版している。ベストに装着したスリングと銃を連結する「チョーカースリング」は彼が考案した製品である。
ルディー・ボッシュ
『サバイバー』の最年長出演者で、SEAL創設以来1990年まで最上級伍長を勤めた大ベテラン隊員。チーム2で数知れぬ隊員に体力訓練をほどこした。
エリック・プリンス
チーム8に属しハイチやボスニアなどに赴任していた元SEAL隊員。
最大手民間軍事会社であったブラックウォーターUSA(現アカデミ社)の創設者。
スコット・ヘルベンストン
17歳でSEALに入隊し、退役後は「クロオビキッズ」「G.I.ジェーン」「フェイス/オフ」のスタント・コーディネイトや人気テレビ番組「コンバット・ミッションズ」の出演者として活動していたが、経済的に困窮しブラックウォーターUSAのオペレーターとして活動することになる。しかし、2003年3月30日イラクのファルージャにて、警護業務中にイスラム過激派に襲撃され戦死。遺体は燃やされ、橋の上にロープで吊るされファルージャの戦闘の要因になる。
マーク・アラン・リー
海軍二等兵曹。SEAL・チーム3所属。
2006年8月2日ラマディでの武装勢力掃討作戦中に戦死。享年２８歳。
イラクの自由作戦で命を落とした最初のSEAL隊員。
死後、コロラド海軍水陸両用基地のマークA.リートレーニングセンターに彼の名前が付けられた。
マイケル・モンスーア
海軍二等兵曹。SEAL・チーム3所属。
アフガニスタンで戦闘中に仲間を守るため敵の投げた手榴弾に覆いかぶさり戦死。その功績から名誉勲章を受勲。享年２５歳。
ズムウォルト級ミサイル駆逐艦の2番艦に彼の名前が付けられた。
クリス・カイル
海軍上等兵曹。
1999年に海軍入隊。その後SEALsチーム3に配属。第二次湾岸戦線のファルージャの戦闘では海兵隊の市街掃討作戦にも随行するなどし、狙撃手として活躍。公式発表では160人を数える敵を射殺、「ラマディの悪魔」と呼ばれ恐れられた。銅・銀星勲章他受勲多数。
2009年に除隊した後は、妻子が待つ地元テキサスへ帰り、PTSDに悩む帰還兵の社会復帰のためのNPO団体を設立し、支援活動に精力的に取り組んでいた。この他、自伝の執筆・出版、講演活動、クラフト・インターナショナル社の代表として民兵や個人警護などの訓練員としても活動した。
2013年、PTSDを患う元兵士に射撃をさせていた最中、彼により射殺。享年38歳。
ケビン・ラーチ
退役海軍一等兵曹。2003年にBUD/Sを卒業。その後SEALsチーム3に配属。Marc Alan LeeとChris Kyle とともにイラク戦争を経験。
2010年海軍を退役。退役後、コネチカット大学に入学し2011年に政治学の学位を取得して卒業。
2014年にウェイクフォレスト大学で医学の修士号を取得し医師助手として従事中。
マイケル・パトリック・マーフィー
海軍大尉。SEAL・SDVチーム所属。
レッドウィング作戦に偵察狙撃班として参加中。多数のタリバン兵と交戦し戦死。その際、敵に包囲された状況で、自らの命を犠牲としながらも、救援を求めるため本部との無線連絡を確立し要請した功績から名誉勲章を受勲。享年２８歳。
アーレイ・バーク級ミサイル駆逐艦の62番艦に彼の名前が付けられた。
マーカス・ラトレル
退役海軍一等兵曹。SEAL・SDVチーム所属。
2005年レッドウィング作戦に偵察狙撃班として参加。多数のタリバン兵と交戦しチームは全滅。多数の骨折と榴散弾による重傷を負いながらも敵の追跡を回避し地元の村民Mohammed Gulabの助けを借りて、6日後にアメリカ軍に救出され、同作戦唯一の生存者となる。その功績が称えられ、海軍十字章と名誉負傷章が贈られ、2007年に海軍を医療除隊。
2010年、ローン・サバイバー財団を設立。
2012年、自叙伝「Lone Survivor」を出版。その後『ローン・サバイバー』として映画化。
ジョニー・キム海軍予備役少佐。
宇宙飛行士に転身した元SEAL隊員。
SEALsチーム3に所属し、Kevin Laczともにイラク戦争に従軍。
2020年12月、月面着陸計画「アルテミス計画」の宇宙飛行士に選考された。
エリック・グライテンズ
ミズーリ州出身。
デューク大学では倫理、哲学、社会政策を専攻。ローズ奨学制度で オックスフォード大学に進学。在学中は人道支援活動を精力的に参加。
2001年、海軍に入隊。幹部候補生学校を卒業し、BUD/Sをクラス237で修了。
SEALs士官として、アフガニスタン、東南アジア、ソマリア、イラクへ4度の派遣を経験。2005年 - 2006年には、当時のジョージ・W・ブッシュ大統領の下、「ホワイトハウス・フェロー（政府高官のアシスタント）」を務めていた。この間に、ブロンズスター章およびパープルハート章の勲章が授与されている。
2007年にイラクから帰還した後、自らの危険特別手当（combat pay）を寄付し、退役軍人に関する活動を行う非営利団体「The Mission Continues」を創設。この団体では、退役軍人の社会生活支援として奨学金など資源の提供をおこなっている。
2017年にはミズーリ州知事選挙に出馬し当選。第56代ミズーリ州知事として1年間務めた。
スコット・テイラー (政治家)
共和党のアメリカ下院議員。バージニア州出身。
1997年にBUD/Sを卒業。中南米の麻薬対策や防諜部門に勤務後、イラク戦争にスナイパーとして参加。
2005年、海軍を退役。退役後、2017年から2019年までバージニア州の第2議会地区の米国下院議員を務め2020年に再選された。
ジェレミー・ワイズ
退役海軍一等兵曹。
2001年に海軍に入隊し、 2009年9月までチーム４に所属。
退役後はブラックウォーターUSAに再就職し、中央情報局の契約警備員として勤務。
2009年12月30日、チャップマン基地自爆テロ事件により亡くなりました。
享年35歳。
死後、彼の名はCIA殉職者追悼壁に記されました。
弟のベン・ワイズ氏も陸軍特殊部隊員だったが、2012年にアフガニスタンでの作戦で戦死しており、三男のボー・ワイズ氏は海兵隊で勤務していたが、兄弟全員を軍務で失ったことにより「生存者のための特別分離政策」の対象になり、戦地勤務を解除されました。
ダン・クレンショー退役海軍少佐。
アメリカ下院議員。テキサス州ヒューストン出身。
2008年にBUD/Sを卒業。
2012年アフガニスタン ヘルマンド州での任務中にIEDの爆発より右目を負傷し失明。
2016年海軍を退役。
2018年11月の中間選挙で共和党員として初当選。
ライアン・ジンキ退役海軍中佐。
共和党のアメリカ下院議員。モンタナ州ボーズマン出身。
1986年 - 2008年、SEALsに所属。
2008年に共和党からモンタナ州上院議員に当選。
2014年に共和党から下院議員に当選し、2016年には再選された。
2016年 - 2018年、ドナルド・トランプ政権で52代目アメリカ合衆国内務長官を歴任。
マイク・デイ退役海軍上級曹長。
1986年、海軍に入隊。
2003年、イラクの自由作戦に参加。
2007年4月6日、イラクのアンバル州の市街地掃討中に敵弾27発を被弾しながら一命をとりとめる重傷を負いパープルハート章を受勲。
2010年、海軍を退役。
退役後、自身のPTSD治療の傍ら、負傷した特殊部隊員の非医療ケアマネージャーとして7年間勤務。2015年4月12日にはフロリダ州で開催されたトライアスロンレースに参加している。
2020年には自伝『Perfectly Wounded』を出版。
2023年3月27日に死去。自殺と見られている。
テイラー・カバノー
2011年にBUD/sクラス284を修了し、７年間チーム７にて勤務。
しかし、多数の軍規違反を犯し、最終的には違法薬物の使用が発覚して不名誉除隊となった。その後、精神的に苦しみ、人生を軌道に戻すことを決意して、2019年にフランス外人部隊に入隊し、2023年現在も5年間の兵役中。
ジョエル・ランバート
1998年、海軍に入隊後、BUD/Sを修了。チーム2と4に8年間所属。
その後、フロリダ州ペンサコーラの航空条例学校に通い、その後海軍水陸両用に行きました。カリフォルニア州コロナド島に拠点を置く。その間、アフガニスタンやコソボに20回ほどの戦闘任務に従事。最後の2年間、彼はBUD/S教官として、後進の育成に貢献。
退役後、俳優へ転身。
2014年からはディスカバリーチャンネルのドキュメンタリー番組『ザ・マンハント』のホストでもある。
ローク・デンバー
退役海軍少佐。カリフォルニア州出身。
1996年、シラキュース大学に卒業。その後、サンティアゴ大学に進学し、卒業後に海軍に入隊。
1999年、BUD/Sを修了。
2006年、クリス・カイルらと共にチーム3に所属し、B小隊指揮官及び狙撃手としてイラク戦争で190以上の任務を遂行。
2009年、BUD/Sの第一段階の教官を勤務。
2012年、映画『ネイビーシールズ』に“ローク大尉”として主演。
2013年、海軍を退役。
退役後、全国の会議やコンベンションで講演。
2014年12月、米国ラクロス大会の基調講演者。
2018年4月、フロリダ州デスティンで開催されたアラバマトラック協会大会で講演。
Tyrone Snowden Woods
海軍上級上等兵曹。オレゴン州出身。
1990年、海軍に入隊。
1991年、BUD/S課程を修了し、衛生兵資格課程と空挺降下課程を修了し、チーム5に配属。
2000年、海軍のパラシュートチーム『Leap Frogs』のメンバーとして活動。
2001年、NSWCでのSEAL訓練課程医療および海法の教官として勤務。
2004年、チーム1に配属。イラクの自由作戦や不朽の自由作戦に参加し、イラクとアフガニスタンへの派遣任務を経験。
その後、サンディエゴにある海軍医療センターの正看護師として勤務。
2010年、海軍を退役してCIA等の政府機関の保安業務の代行している民間企業へ転職。中東、中央アフリカ等で勤務。
2012年9月、当時アラブの春により政情が不安定なリビアにおいて、特別行動部 (中央情報局)隷下で、CIAの秘密基地などを警備担当する契約職員GRS (Global Response Staff) として局員の護衛及び携帯式地対空ミサイル等の非合法兵器を捜索・破壊する工作活動に従事。その際に、リビア在外公館襲撃事件が発生し、クリストファー・スティーブンス大使ら4人の領事館員を救出するため奔走。籠城したCIA基地の防衛戦闘中に、武装勢力の放った迫撃砲弾が炸裂し戦死。
死後、彼の名はCIA殉職者追悼壁に記されました。
Glen Anthony Doherty
退役海軍上級上等兵曹。マサチューセッツ州出身。
プロのスキー講師や飛行訓練学校の指導員。また経験豊富な救急医療士として勤務。
1995年、BUD/S課程を修了し、衛生兵資格課程と狙撃課程を修了し、チーム3に配属。
911テロ事件後、イラクの自由作戦に狙撃手として複数の任務に従事。
2005年、CIA等の政府機関の保安業務の代行している民間企業へ転職し、アフガニスタン、パキスタン、イエメンなどで勤務。特別行動部 (中央情報局)隷下のGRSとしてトリポリの大使館で、政府職員の警護や携帯式地対空ミサイル等の非合法兵器を捜索・破壊する工作活動等に従事。その際、リビア在外公館襲撃事件が発生し、クリストファー・スティーブンス大使ら4人の領事館員を救出するためトリポリの大使館からデルタ・フォース隊員と共に救援に駆けつけ、CIA基地の防衛戦闘中に、武装勢力の放った迫撃砲弾が炸裂し戦死。
死後、彼の名はCIA殉職者追悼壁に記されました。
エディ・ギャラガー
退役海軍上等兵曹。
1999年、米国海軍に入隊。
2005年、BUD/S課程を修了。
海兵隊以外の軍人として初めてスカウトスナイパースクールを卒業。
2017年5月、チーム7の小隊長としてISILからのイラク北部モスル奪還作戦に参加。その際の戦争犯罪容疑により軍法会議にかけられ、捕虜殺害と民間人殺害未遂は無罪、“殺害された捕虜の遺体と写真を撮った”ことで有罪となり、上等兵曹から一等兵曹へと降格された。。後にドナルド・トランプ大統領により降格処分は取り消された。
2019年、海軍を名誉除隊。
エドワード・バイヤーズ退役海軍指揮最上級上等兵曹。
1979年、オハイオ州出身。
1998年、米国海軍に入隊し病院の衛生兵としてグレート レイクス海軍病院に勤務。
1999年、USSオースティンの第26海兵遠征部隊（第２海兵師団 第２海兵隊 第２大隊所属）に配属。
2002年、BUD/S課程を修了し、その後DEVGRUに配属。
中近東へ１１回派遣され、9度の戦闘任務に従事。
2016年、2012年12月に決行されたディリップ・ジョセフ医師救出作戦での功績により名誉勲章を受勲。
2016年、バーモント州のノリッジ大学を卒業。
2019年、海軍を退役。
2021 年、ペンシルバニア大学ウォートン スクールで経営学修士号を取得。

## 関連のある特殊部隊
- 大韓民国海軍特殊戦旅団 - 韓国版SEALs。Navy SEALsと共同訓練を行い、同じ訓練課程を行っている。
- レバノン陸軍海兵コマンド旅団（英語版） - レバノンの海兵隊（便宜的に陸軍に所属）であるが、SEALsから一定の訓練を受けており、編成など部隊自体がSEALsの影響を受けている。
- 特殊舟艇部隊 (SBS) - イギリス海兵隊の特殊部隊。
- 特別警備隊 (SBU) - 海上自衛隊特殊部隊。定期的にSEALsと共同訓練を行っている。
- 特殊警備隊 (SST) - 海上保安庁特殊部隊。1992年にフランスから日本へプルトニウムを輸送した運搬船あかつき丸にSSTの前身部隊が乗り組み、警戒警備に従事した際に、外国の武装組織によるプルトニウム略奪を想定した高度な警備技術が必要となることから[26]、SEALsから射撃から狙撃、接近格闘術、リペリング降下、ファストロープ降下など特殊部隊として必要な指導を受けたことが判明している[27]。
- 海軍コマンド - フランス海軍特殊部隊。
- 海軍スペツナズ - ロシア海軍に所属するスペツナズはSEALs同様に水中・水上での作戦能力を持つものと考えられる。
- シンガポール軍特殊部隊 - シンガポール陸軍は、多くの元特殊部隊隊員が所持している空挺降下の記念バッジから、Navy SEALsから訓練を受けていることが判明している。また、海軍にも特殊部隊がある。2000年にはSEALsの養成訓練において、シンガポールの訓練生が首席となった。

## 主な登場作品
Navy SEALsが登場する著名な作品。

### 映画
『G.I.ジェーン』
デミ・ムーア演じる主人公がNavy SEALs（SEALsをモデルにした架空の偵察部隊）に入隊する。
『アビス』
マイケル・ビーンがNavy SEALs隊長として出演。
『アメリカン・スナイパー』
イラク戦争に4度従軍したクリス・カイルの自伝をクリント・イーストウッドが映画化した。
『キャプテン・フィリップス』
マースク・アラバマ号乗っ取り事件の伝記映画。ソマリア海賊の人質となったフィリップス船長を、Navy SEALsが救助する。
『ザ・ロック』
アルカトラズ島に立て篭もったアメリカ海兵隊から人質を救出するため、Navy SEALsが出動する。マイケル・ビーンがNavy SEALs隊長として出演。
『ティアーズ・オブ・ザ・サン』
ブルース・ウィリスがNavy SEALs隊長として出演。
『ネイビー・シールズ (1990年の映画)』
マイケル・ビーン、チャーリー・シーンらがNavy SEALs隊員を演じた。
『ネイビーシールズ (2012年の映画)』
現役のNavy SEALs隊員が出演した。
『ネイビーシールズ: チーム6』
ウサーマ・ビン・ラーディンの殺害を描いたフィクション。
『ネイビーシールズ ナチスの金塊を奪還せよ!』
ボスニア・ヘルツェゴビナ紛争下のサラエヴォで作戦を展開するNavy SEALsが、湖に眠るナチスの金塊の引き揚げ作戦を展開する。
『ブラックホーク・ダウン』
ソマリアで行われた「モガディシュの戦闘」を描いている。
『ローン・サバイバー』
レッド・ウイング作戦の生き残り、マーカス・ラトレルの伝記を映画化した。監督はピーター・バーグ、マーク・ウォルバーグ主演。

### ドラマ
『SEAL Team/シール・チーム』
エリートが所属するNavy SEALs精鋭部隊ブラボー・チームの命がけの任務を描くアクションドラマ。
『ターミナル・リスト』
シリア(原作ではイラク)で陰謀によって仲間は全滅させられた上、自身の妻と子供も殺されたクリス・プラット演じるSEALs Team7の主人公ジェームズ・リース少佐が陰謀に関わった者を一人ずつ復讐していくアクションスリラードラマ。原作者のジャック・カーが元SEALs隊員である他、序盤に全滅するSEALsを演じた人物もほとんどが元SEALsである。
『Hawaii Five-0』
主要な登場キャラクターであるスティーヴン・マグギャレット少佐やジュニア・レインズ二等兵曹は、元SEALsの隊員という設定である。
シーズン2では、SEALsの隊員が殺害される事件が発生するほか、シーズン2以降のエピソードに度々登場する準レギュラー格のキャラクターとして、SEALsに所属しているジョー・ホワイトやウェイド・ガッチェスが登場する。
シーズン3では、過去にスティーヴがSEALsとして極秘作戦に関与していた回想シーンのほか、SEALsの選抜訓練であるBUD/S時代の回想シーンも登場する。
その後のシーズンではSEALsが行う作戦にスティーヴやジュニアが予備役として参加するエピソードがあり、スティーヴやその関係者が危機に陥るエピソードでは、SEALsの隊員が救出や援軍に駆けつける描写がある。

### 漫画・アニメ
『D-LIVE』
Navy SEALs特殊作戦部長であるレイヴンウッド少佐から、人材派遣会社ASEに対して様々な依頼がなされる。
『ヨルムンガンド』
欠番となっているチーム9が極秘部隊「ナイトナイン」として登場する。夜戦を得意とし、イラクやアフガニスタンで活躍したという設定。

### 小説
『官邸襲撃』
高嶋哲夫の小説。テロリストに占拠された日本の首相官邸に、2機のMH-47ヘリコプターで突入を試みるが、情報不足と無謀な突入作戦により2機とも撃墜され、生存した隊員らもテロリストらに殲滅される。

### ゲーム
『SOCOM: U.S. NAVY SEALs』
『SOCOM: U.S. Navy SEALs Portable』

『スプリンターセル』
主人公のサム・フィッシャー及びその友人であるヴィクター・コステは元SEALs隊員。
『コール オブ デューティシリーズ』
シリーズの随所にNavy SEALsが登場する。